# Эвелис
Эвелис (фр. Évellys) — новая коммуна на северо-западе Франции, находится в регионе Бретань, департамент Морбиан, округ Понтиви, кантон Гран-Шан. Расположена в 40 км к северу от Вана и в 114 км к востоку от Кемпера, в 11 км от национальной автомагистрали N24.
Население (2019) — 3 483 человека.

## История
Коммуна образована 1 января 2016 года путем слияния коммун Мустуар-Ремёнголь, Незен и Ремёнголь. Центром новой коммуны является Незен. От него к новой коммуне перешли почтовый индекс и код INSEE. На картах в качестве координат Эвелиса указываются координаты Незена.

## Достопримечательности
- Церковь Святых Космы и Дамиана XIX века в неороманском стиле в Незене
- Церковь Святого Горгона XVI—XVIII веков в Мустуар-Ремёнголе
- Церковь и фонтан Святой Жюльетты XVI века в Ремёнголе

## Экономика
Структура занятости населения:
- сельское хозяйство — 30,1 %
- промышленность — 18,4 %
- строительство — 6,4 %
- торговля, транспорт и сфера услуг — 31,2 %
- государственные и муниципальные службы — 13,8 %

Уровень безработицы (2018) — 10,0 % (Франция в целом —  13,4 %, департамент Морбиан — 12,1 %). 

Среднегодовой доход на 1 человека, евро (2018) — 20 580 (Франция в целом — 21 730, департамент Морбиан — 21 830).

## Администрация
Пост мэра Эвелиса с 2016 года занимает Жерар Корриньян (Gérard Corrignan), с 1983 года занимавший пост мэра Незена. На муниципальных выборах 2020 года возглавляемый им список был единственным.
| Период | Период | Фамилия         | Партия        | Примечания |
| ------ | ------ | --------------- | ------------- | ---------- |
| 2016   |        | Жерар Корриньян | Разные правые | фермер     |

## Галерея

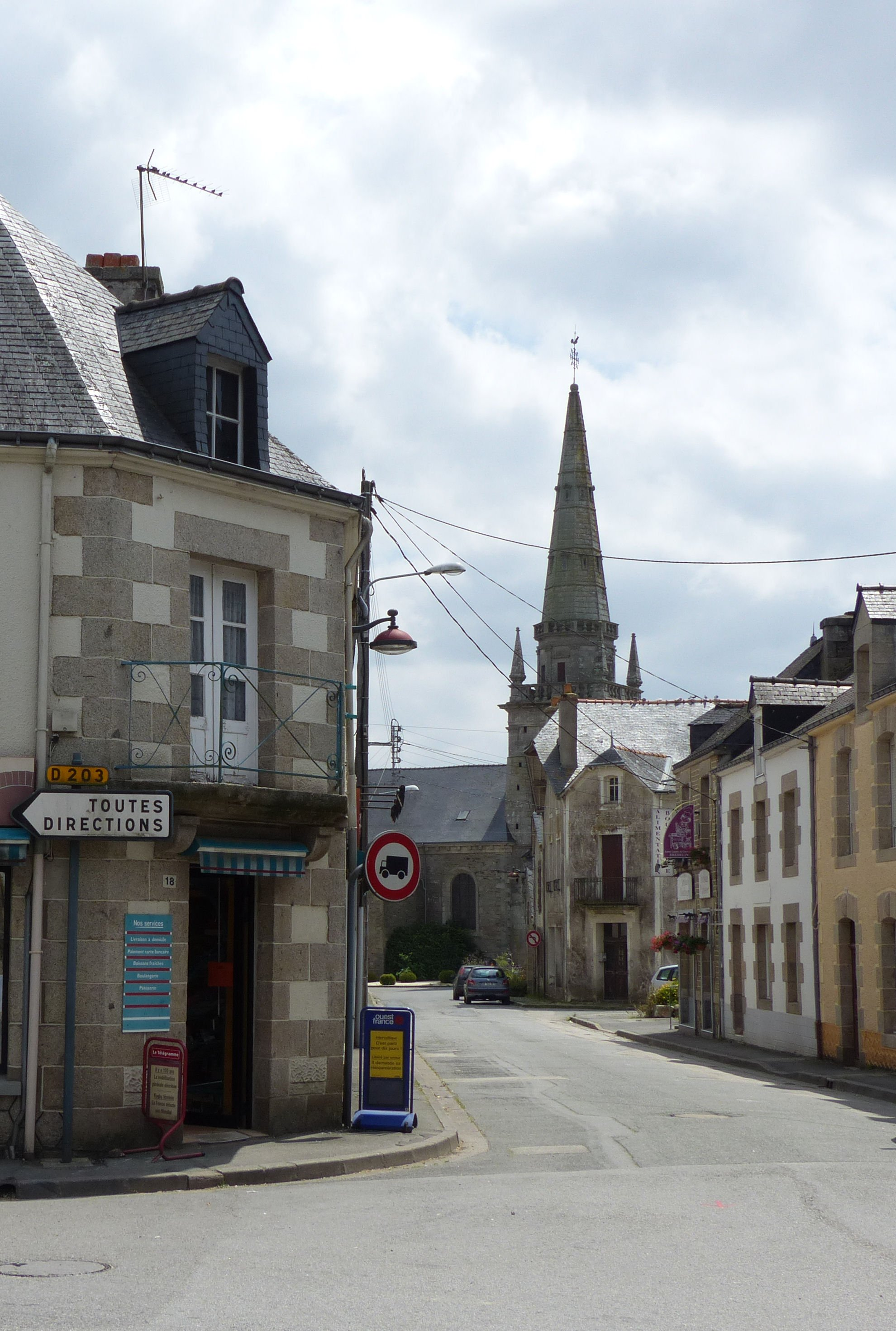
Гран Рю в Незене
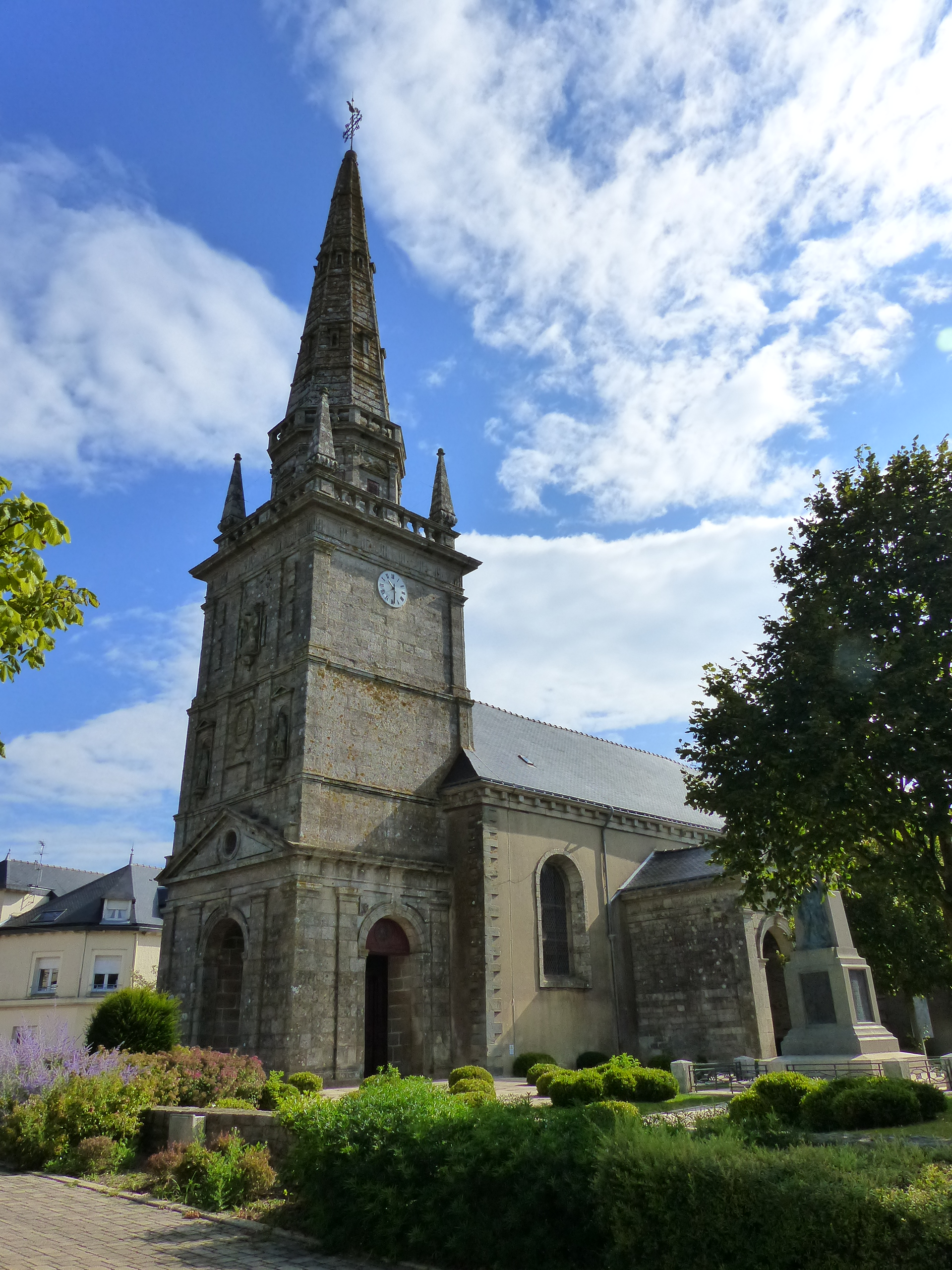
Церковь Святых Космы и Дамиана